# Phalaenopsis inscriptiosinensis
Espèce
Phalaenopsis inscriptiosinensis est une espèce de plantes à fleurs de la famille des Orchidaceae (les orchidées) et du genre Phalaenopsis originaire de Sumatra.